# Herma
Herma (starogrško ἑρμῆς, množina: Ἑρμαῖ hermai) je skulptura z glavo in morda torzo nad ploskim kvadratnim spodnjim delom, na katerem so na primerni višini vklesane moške genitalije. Oblika izvira iz antične Grčije, Rimljani so jo sprejeli in oživili v renesansi v obliki terme in atlantov.

## Izvor
V najzgodnejšem obdobju so grška božanstva častili v obliki kupa kamnov ali brezobličnega stebra iz kamna ali lesa. V mnogih delih Grčije so bili ob cestah kupi kamnov, zlasti na križiščih in ob deželnih mejah. Religiozno spoštovanje ob takih kupih kamnov, zlasti na križanju cest, so mimoidoči pokazali s tem, da so dodali kamen ali pa ga namazali z oljem.  Kasneje sta bila na steber dodana glava in falus, ki je bil četverokoten (številka 4 je bila posvečena Hermesu). 

## Uporaba
V antični Grčiji so kipi imeli apotropejsko moč (odganjali so nesrečo) in so stali na križiščih, deželnih mejah in mejah kot zaščita pred templjem, blizu grobnic, gimnazijev, palestre, knjižnic, portikov in javnih mest, v kotih ulic, na gorskih cestah kot označevalnik razdalj.  Pred to vlogo zaščitnika trgovcev in potnikov je bil Hermes falični bog, povezan s plodnostjo, srečo, cestami in mejami. Njegovo ime izhaja iz besede herma, ki se nanaša na kvadratni ali pravokotni steber iz kamna, terakote ali brona; prsi s Hermesovo glavo, navadno z brado, so bile na vrhu stebra, moške genitalije pa so krasile bazo. Toda glave se niso omejevale le na Hermesa; pogosti so bili drugi bogovi in junaki, pa tudi ugledni smrtniki. Nastale so oblike: Hermatena (herma Atene), Hermares, Hermafrodit, Hermanubis, Hermalcibiad in tako naprej. V Atenah so bile herme najštevilčnejše in najbolj cenjene, zato so bile v hiši kot apotropej za srečo.  Lahko so jih loščili ali mazali z oljčnim oljem in okrasili z venci ali girlandami.  To praznoverje vztraja, na primer Il Porcellino, bronast prašiček v Firencah (in mnoge druge figure po vsem svetu), pri katerih se izpostavljen del blešči zaradi neprestanega dotikanja za srečo ali plodnost.
V rimskih in renesančnih različicah je bilo telo boga (Termina) pogosto prikazano od pasu navzgor. Oblika je bila uporabljena tudi za portretna poprsja znanih javnih osebnosti, zlasti pisateljev in filozofov, kot sta Sokrat in Platon. Sapfo je tudi na starodavnih grških hermah, medtem ko so se v renesansi pogosto uporabljale anonimne ženske figure, ko so bile herme pogosto pritrjene na stene kot dekoracija.

## Sojenje Alkibiadu
Leta 415 pr. n. št., v noči, preden se je atenska flota odpravila v Sirakuze med peloponeškimi vojnami, so bile vse atenske herme poškodovane. To je bilo grozljivo nespoštljivo dejanje in mnogi so menili, da bo to ogrozilo uspeh Atencev.  Čeprav ni bilo nikoli dokazano, so Atenci v tistem času verjeli, da so to  naredili saboterji iz Sirakuz ali špartanski simpatizerji iz Aten. Med osumljenimi je bil tudi pisatelj Ksenofont.  Sovražniki Alkibiada so uporabili jezo Atencev kot izgovor za raziskovanje nadaljnjih skrunitev, ga obtožili drugih nespoštljivih dejanj, tudi poškodovanja drugih svetih predmetov in opravljanja skrivnostnih verskih obredov.  Zavrnil je obtožbe in zahteval sojenje, vendar Atenci niso hoteli več prekiniti odprave. Njegovi nasprotniki pa so želeli izkoristiti njegovo odsotnost, da bi ljudi spodbudili k obsodbi, ko se ne bi mogel braniti. Ko je zapustil odpravo, so ga njegovi politični sovražniki obtožili in obsodili na smrt v odsotnosti  za poškodovanje herm in tudi za domnevno s tem povezanim zločinom nad elevzinskimi misteriji.

## Umetnost in popularna kultura
Muzej J. Paula Gettyja v Los Angelesu ima bogato zbirko rimskih mejnih kamnov.
Ezopova basen se norčuje iz Hermesovega kipa. Ko pobožen pes ponudi, da ga bo "naoljil", bog hitro prepriča svojega častilca, da to ni potrebno. 

## Galerija
- Arhaična grška herma, domnevno Hermes, nenavadna v tem, da je falus ohranjen
- Herma na atiškem lekitu, 475–450 pr. n. št.
- Herma starega moža, morda filozofa, Ai-Khanoum, Afganistan, 2. st. pr. n. št.
- Poprsje rimske dvojne herme Seneke in Sokrata
- Majhna terakotna herma Hermesa
- Ženska in moška baročna herma na Rubensovi hiši
- Neobaročne herme na Poljskem